# Mogulmalerei

Darstellung aus dem Hamzanama, 2. Hälfte 16. Jahrhundert

Porträt des Prinzen Murad Baksh, 1655

Mogulmalerei ist eine Stilrichtung der indischen Malerei und damit Teil der indischen Kunst.
Sie entwickelte sich ab dem 16. Jahrhundert an den Höfen der islamischen Mogulkaiser. Bemerkenswert ist, dass sie trotz des islamischen Bilderverbots sehr stark auf figürliche Darstellungen von Menschen, Tieren und Pflanzen setzt. Zu unterscheiden ist sie insbesondere von der stilistisch ähnlichen Rajputenmalerei der hinduistischen Fürsten derselben Epoche.

## Motive
Die Themen sind meist weltlich und sehr abwechslungsreich. Sie umfassen insbesondere Porträts, höfische Szenen, sowie Kriegs- und Jagddarstellungen. Porträtiert wurden vor allem Männer der oberen Klasse, mitunter begleitet von Dienerinnen oder Konkubinen. Ab dem 17. Jahrhundert wurden unter europäischem Einfluss auch Reiterporträts populär. Es gibt einige schöne Porträts von Akbar, aber erst unter seinen Nachfolgern Jahangir und Shah Jahan etablierte sich das Herrscherportrait als ein Hauptthema in der indischen Miniaturmalerei. Mitunter wurden die Mogule mit Heiligenschein dargestellt, um sie als Repräsentanten Allahs auf Erden zu kennzeichnen. Ein beliebtes Genre stellt der Jharokha Darshan dar, bei der sich der Mogulkaiser zeremoniell auf einem Balkon zeigt, um die öffentliche Huldigung seiner Höflinge und Untertanen entgegenzunehmen. Auch bei Audienzen, dem Durbar oder formellen Ratsversammlungen wurde der Kaiser oft gezeigt. Ein weiteres beliebtes Themengebiet waren realistische Studien von Tieren und Pflanzen, hauptsächlich Blumen. Eine Spezialität der Mogulmalerei sind schließlich Figuren, die in verspielt-phantastischer Weise aus anderen Figuren zusammengesetzt sind – etwa ein aus Menschen, Tieren und Dämonen bestehender Elefant.

## Stil
Die Mogulmalerei beschränkt sich auf extrem fein gearbeitete Miniaturen, die häufig der Illustration von Manuskripten dienten oder zu Alben zusammengestellt wurden. Gearbeitet wurde mit leuchtenden, klaren Farben, aber auch mit Gold und Silber. Charakteristisch für Porträts ist, dass der Kopf – anders als noch in der persischen Miniaturmalerei – niemals frontal, sondern stets im Profil oder Halbprofil gezeigt wird. In ihrer ursprünglichen Form verzichtete die Mogulmalerei weitgehend auf Perspektive, sondern begnügte sich allenfalls mit der schematischen Andeutung architektonischer Strukturen – was sich später unter europäischem Einfluss ändern sollte.

## Technik
Die Mogulmaler arbeiteten auf Hadern, Jute, Baumwolle und Seide, gelegentlich auch auf Bambus und bestimmten Baumrinden. Zur Zeit Akbars wurden eher harte, cremefarbene Papiere verwendet, während die Künstler unter Shah Jahan leichterte, oft aus Seidenfaser gefertigte Qualitäten bevorzugten. Die Pinsel bestanden aus Federn, in die die zartesten Härchen von der Kehle einer Katze oder eines Eichhörnchen so eingearbeitet wurden, dass der Pinsel in einem einzigen Haar endete.
Die Pigmente wurden durch feines Zerreiben und Zerstoßen mineralischer und organischer Substanzen gewonnen: Weiß (unter anderem Bleiweiß, Zinkweiß, Kalk, Speckstein); Ocker-, Rot- und Gelbtöne (verschiedene Erden); Rot (Hämatit); Gelb (Urin mangofressender Kühe, Arsensulfid); Grün (Malachit, Verdigris); Blau (Lapislazuli oder Azurit); Rot (Cochenille und andere Insekten); Schwarz (Holzkohle); Gold; Silber.
Um die oft große Zahl von Figuren in einem Gemälde bewältigen zu können, bedienten sich die Maler mitunter einer Kopiertechnik: Sie legten auf ein vorhandenes Porträt dünne Gazellenhaut, die entsprechend den durchscheinenden Konturen der Vorlage mit feinen Nadeln durchstochen wurde. Die Haut wurde dann auf das neu zu erstellende Werk aufgebracht und mit pulverisierter Holzkohle berieben, so dass sich die Konturen übertrugen. Dies erklärt, warum insbesondere die Nebenfiguren auf Werken der Mogulmalerei einander sehr ähnlich sehen.

## Geschichte

### Humayun (1530–1540 und 1555–1556)

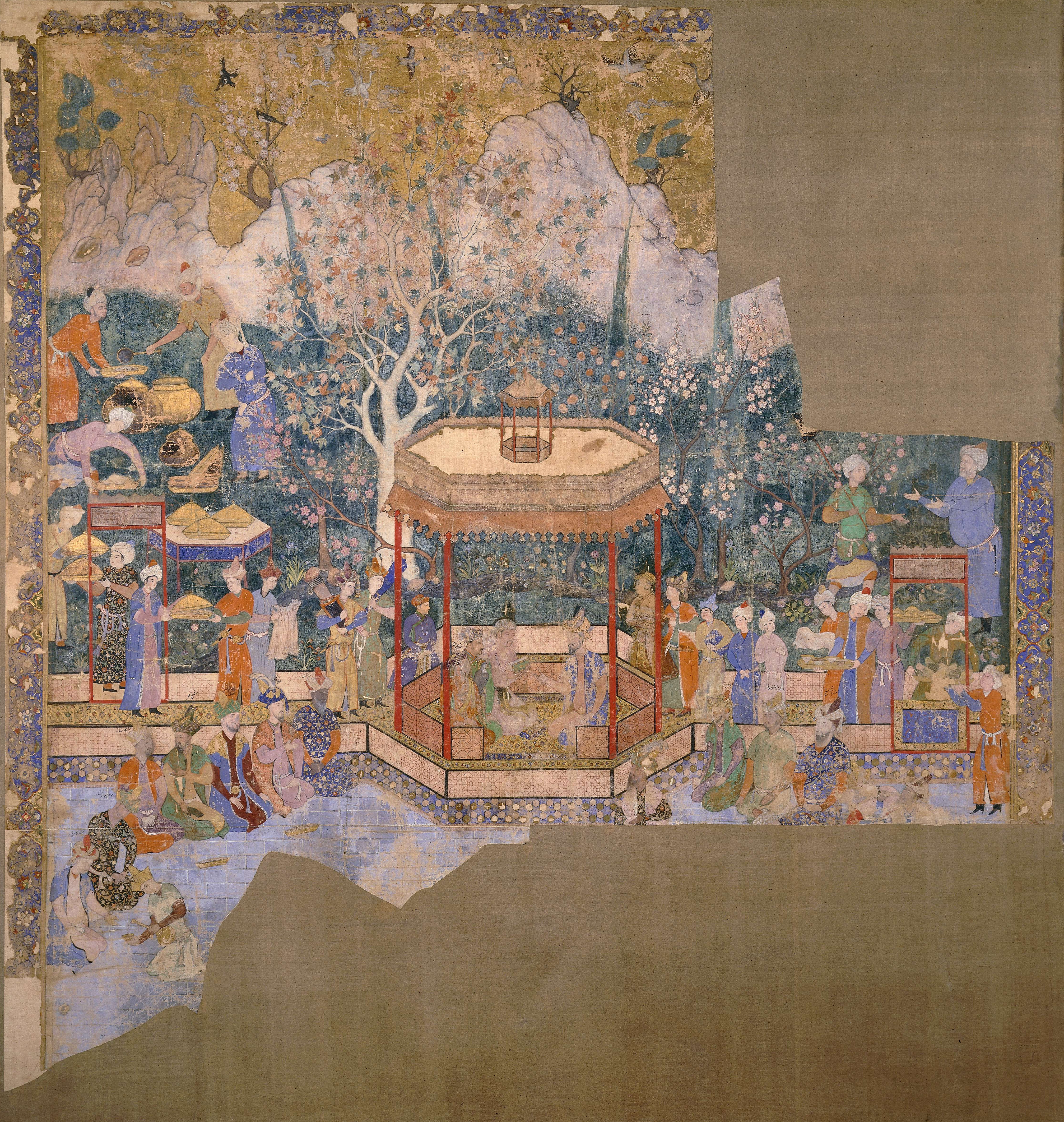
Fürsten des Hauses Timur, von Abd as-Samad, um 1550

Während seines Exils am Safawiden-Hof von Shah Tahmasp I. in Persien kam der zweite Mogulkaiser, Humayun mit persischer Miniaturmalerei in Berührung. Hiervon sehr beeindruckt hab er das ungewöhnlich große Stoffgemälde „Fürsten des Hauses Timur“ in Auftrag, das sich heute im Britischen Museum befindet. Während es ursprünglich nur den Kaiser mit seinen Söhnen zeigte, ließ es später sein Enkel Jahangir durch Hinzufügung weiter Familienmitglieder zu einem umfassenden dynastischen Gemälde erweitern. Bei der Rückkehr nach Indien brachte Humayun die bedeutenden persischen Künstler Abd as-Samad und Mir Sayyid Ali mit, die die Miniaturmalerei endgültig in Indien etablieren sollten.

### Akbar (reg. 1556–1605)

Aus dem Papageienbuch (Tuti-Nameh), um 1560

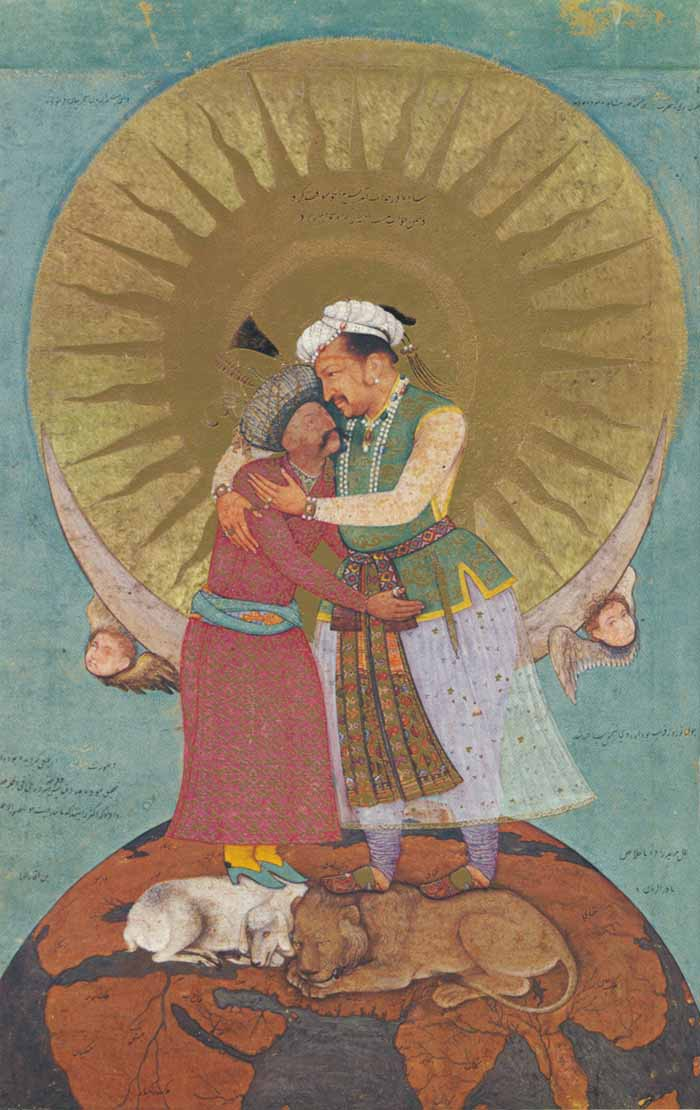
Jahangir und Schah Abbas, 1618

Unter Großmogul Akbar entwickelt sich der Hof zu Delhi zu einem kulturellen Zentrum von weltweitem Rang. Akbar, der in seiner Jugend sogar selbst eine künstlerische Ausbildung bei Abd as-Samad erhalten hatte, erweiterte nach Regierungsantritt die Gemäldebestände seines Vaters kontinuierlich und stellte allein 1570 bis 1585 über hundert Maler ein. Dabei griff er neben persischen Künstlern auch auf einheimische, aus der Hindu-Tradition kommende Maler zurück, die gemeinsam symbiotisch einen neuen Stil entwickelten. Unter Akbar wurden die Werke häufig von mehreren Malern gemeinschaftlich und arbeitsteilig erstellt – es gab Spezialisten für die Skizze, für die Kolorierung, für die Gesichter usw. Wer an einem Gemälde beteiligt war, kann man der Unterschrift entnehmen. Die Maler gaben ihre Fachkunde oft in der eigenen Familie weiter, weswegen sich unter den Mogulmalern oft Vater und Sohn, Onkel und Neffe, oder Brüder finden.
Eines der frühesten Werke ist eine zwischen 1558 und 1573 verfasste Handschrift des Hamzanama, die ursprünglich etwa 1400 Miniaturen enthielt. Von den rund 150 erhaltenen Illustrationen folgen einige der persischen Maltradition: Textzeilen sind in die flächigen, eher statischen wirkenden Abbildungen integriert. Die meisten weisen jedoch deutliche indische Einflüsse auf: Die Bildkomposition ist weitaus flexibler, die Figurenanordnung äußerst dynamisch, Bild und Text sind meist nebeneinander gestellt. Anders als frühere jainistische und hinduistische Manuskripte ist jedes Folio mit einer Abbildung versehen. Tatsächlich waren die Schüler der von persischen Künstlern geleiteten Malschule Akbars fast ausschließlich Hindus. In der weiteren Entwicklung verschmelzen Dynamik und Freisinn der indischen Malerei immer mehr mit persisch-timuridischen Maltechniken zu einem eigenständigen Mogulstil, der sich durch die Verwendung der Kavaliersperspektive, überwiegend punktsymmetrische Kompositionen und durch Binnenzeichnungen aufgelockerte Farbflächen auszeichnet.
In Akbars Regierungsepoche entstand auch die berühmte indische Fassung des Papageienbuchs (Tuti-Nameh), das sich heute im Cleveland Museum of Art befindet. Ferner arbeiteten die Werkstätten zwischen 1562 und 1577 an einem illustrierten Manuskript des „Hamzanama“, das aus 1.400 Baumwollfolioblättern bestand und mit 69 × 54 cm ungewöhnlich groß war. Daneben entstanden Biografien Akbars (Akbar-nāma) und seiner Vorgänger Babur und Timur Lang. Der Mogulstil erfuhr unter Akbar weitere Verfeinerung und entwickelt sich zunehmend in Richtung Realismus und Naturalismus. Große Bedeutung gewann die Darstellung von Festen und spektakulären Ereignissen, gerne unter Einbeziehung von Elefanten, die die Größte und Bedeutung des Reichs unterstreichen sollten. Bekannte Künstler der Epoche waren Daswanth, Basawan und dessen Sohn Manohar.
Unter Akbar machte sich nach Ankunft jesuitischer Missionare und britischer Kaufleute erstmals europäische Einflüsse in der Mogulmalerei bemerkbar, etwa im Bereich der Perspektive. An den Mogulhof waren u. a. die Royal Polyglott Bible und flämische Kupferstiche. Ein bekanntes indisch-europäisches Mischwerk aus dieser Zeit stellt Nezamis Chamsa von 1595 dar, das „poetische Quintett“ – es zeigt, wie Tiere verzückt dem Orgel spielenden Plato lauschen.

### Jahangir (1605–1625)

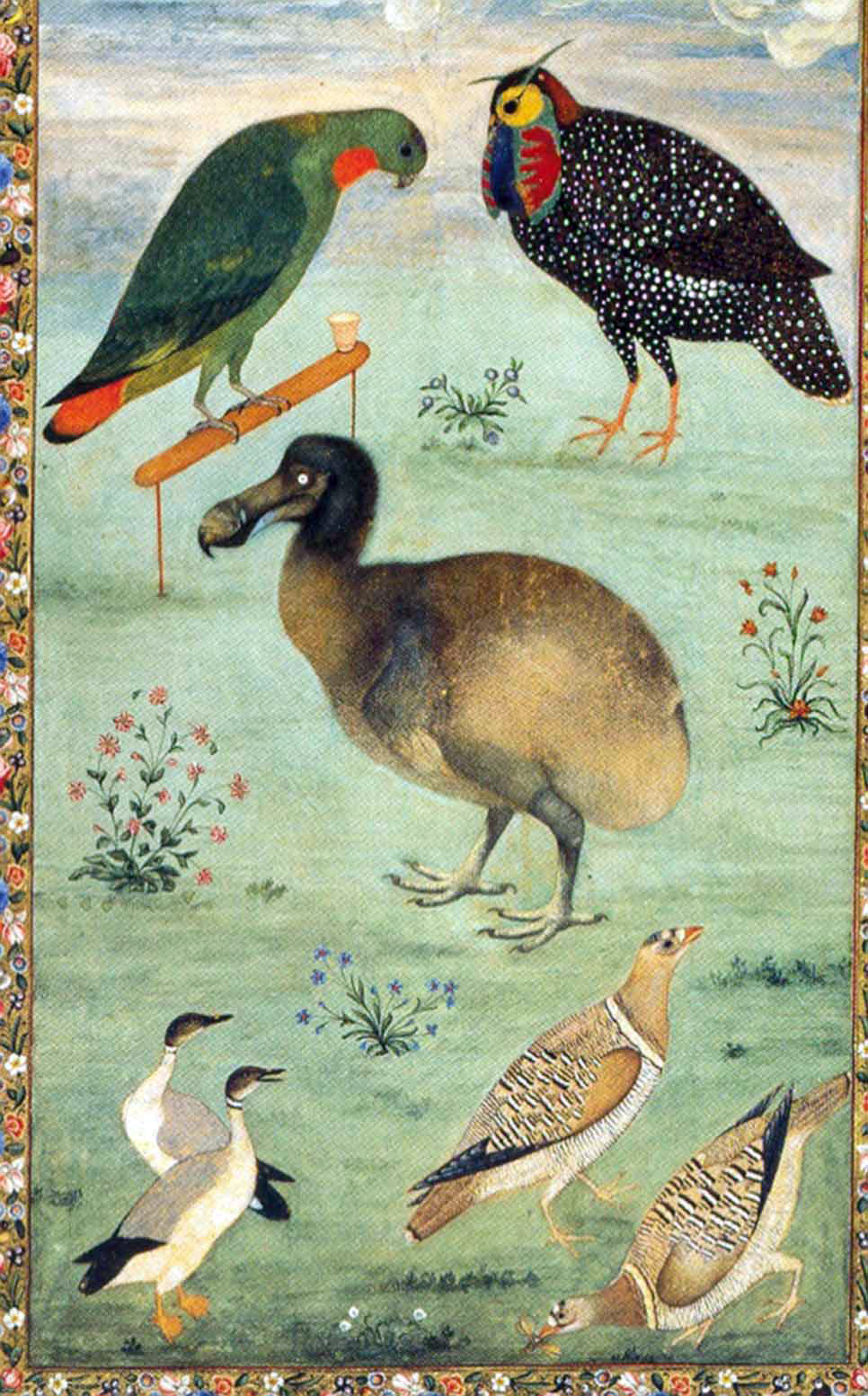
Ein Dodo und andere indische Vögel, 1625

Jahangirs Regierungsepoche gilt als die Blütezeit der Mogulmalerei. Der Kaiser entließ etliche der von seinem Vater Akbar eingestellten Maler, da sie seinen Ansprüchen nicht genügten. Sie gründeten eigene Ateliers abseits des Hofs und sorgten damit für die Verbreitung der Mogulmalerei auch in der Provinz. Überdies sollten sie die Rajputenmalerei der hinduistischen Fürsten beeinflussen. Neu an den Hof holte Jahangir dafür etwa den berühmten Tiermaler Aqa Riza. Der Kaiser rühmte sich, jeden seiner Maler an dessen individuellem Stil erkennen und selbst dessen Anteil an Gemeinschaftswerken identifizieren zu können. Letztere verloren allerdings an Bedeutung; die meisten Malereien der Jahangir-Zeit waren Einzelwerke – dadurch entstanden weniger Kunstwerke, die aber ein höheres Niveau erreichten.
Die Pinselführung wurde unter Jahangir feiner und die Farben heller. Auch ersetzen indische Landschaften die vorher üblichen stilisierten persischen Bildhintergründe. Die Farbgebung bleibt hingegen persisch: leuchtende Farben und Gold dominieren. Jahangir legte wenig Wert auf Massendarstellungen, wie sie unter Akbar üblich waren. Stattdessen forderte er eine möglichst realistische Darstellung von Personen und Dingen – und ließ konsequenterweise auch die Wiedergabe von Spuren des Alters selbst bei der Herrscherfamilie zu. Häufig ließ Jahangir Ereignisse aus seinem eigenen Leben darstellen. Seine Autobiografie „Tuzk-e-Jahangiri“ (oder „Jahangirnama“) enthält mehrere entsprechende Darstellungen. Daneben zeigen mehrere Gemälde Jahangir als mächtigen „Weltherrscher“ auf dem Globus stehend und seine Feinde vernichtend. Von Abu al-Hasan ließ er gar 1618 nach einer Traumvision ein Gemälde anfertigen, das ihn gemeinsam mit dem persischen Schah Abbas I. zeigt: Die beiden Potentaten stehen einander umarmend auf der Erdkugel vor Sonne und Mond, um ein Zeitalter des Friedens einzuläuten. Wichtig waren dem Kaiser auch akribische Studien Vögeln, Blumen und Tieren, wovon er sich ein tieferes Verständnis der Welt versprach. Dargestellt wurden u. a. ein Gecko, Nilgais, Elster, Wasservögel und Schmetterlinge. Besonds gut dokumentiert wurde die Flora und Fauna Kaschmirs. Bekannte Künstler der Epoche sind u. a. Abu al-Hasan, Mansur, Bichitr und Bishandas.
Jahangir wies seine Hofmaler an, die bereits unter Akbar ab 1580 an den Mogulhof gelangten europäische Kunstwerke zu studieren und deren Stil zu kopieren. In der Folge fanden Miniaturporträts nach europäischem Vorbild ebenso Eingang in die Mogulkunst wie der christlichen Heiligendarstellungen entnommene Heiligenschein, der nun das Haupt des Herrschers schmückte. Einen erheblichen Beitrag zum indisch-europäischen Kunstaustausch leistete auch der britische Weltreisende Thomas Roe.

### Schah Jahan (1628–1659)

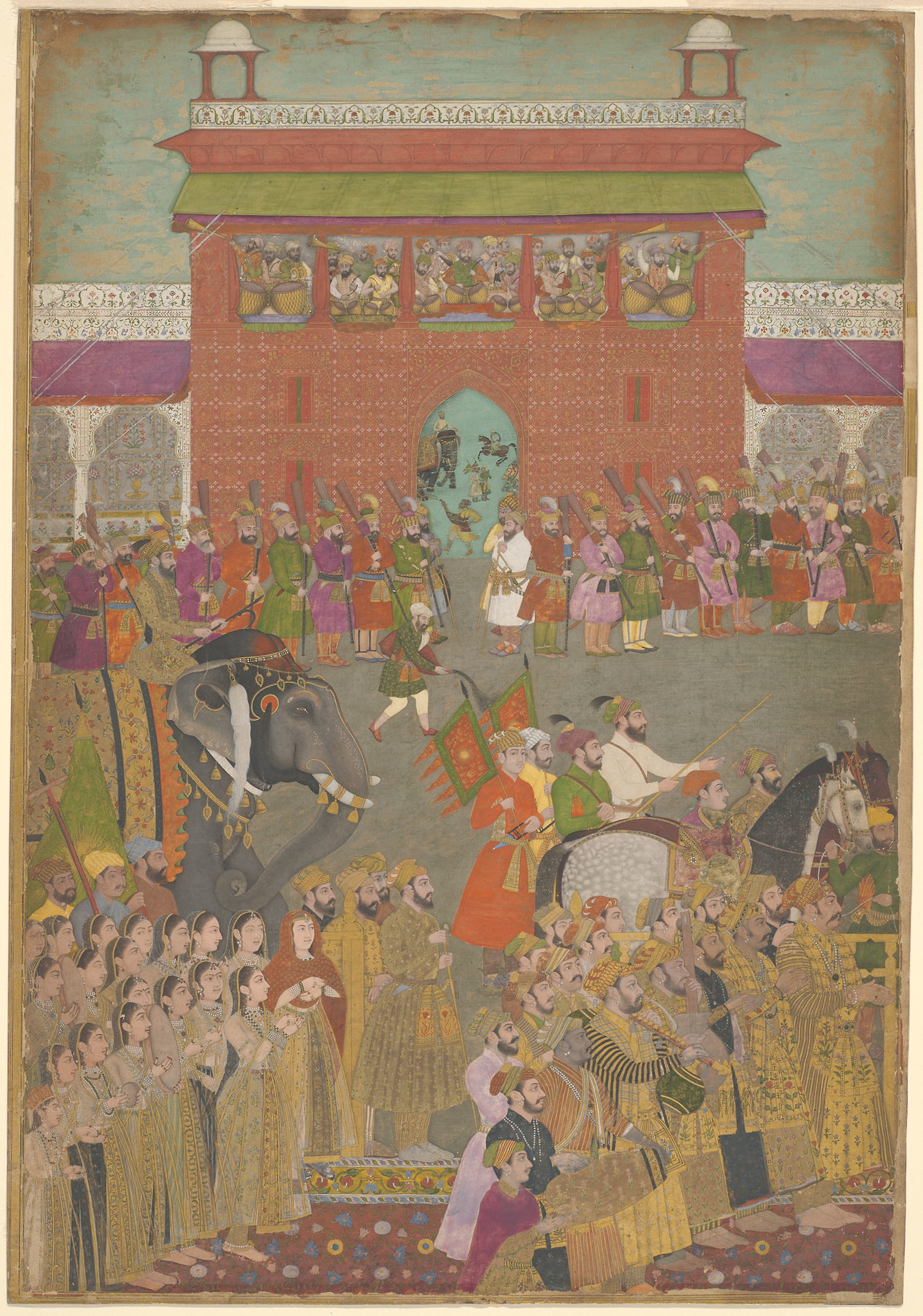
Aus dem Padshahnama, 1640–1650

Während der Regierungszeit von Shah Jahan (1628–58) wurden die höfischen Gemälde strenger und formaler. Ein Beispiel sind die Illustrationen im auf goldgesprenkeltem Papier geschriebenen Padshahnama („Chronik des Königs der Welt“), das Höflinge und Diener des Königs mit viel Liebe zum Detail und Individualität porträtiert. Weitere Gemälde zeigten Konzerte, Liebesszenen und Asketen, die sich um das Feuer versammeln. Von den Künstlern wurde erwartet, das Leben bei Hofe als zeremoniell und organisiert darzustellen und die Autorität des Kaisers hervorzuheben.

### Spätzeit
Aurangzeb (1658–1707) war kein Förderer der Malerei, hauptsächlich aus religiösen Gründen, und wandte sich um 1668 vom Prunk und Zeremoniell des Hofes ab, woraufhin er kaum mehr Gemälde in Auftrag gab. Die Mogulmalerei befand sich – trotz kurzzeitiger Wiederbelebung unter Muhammad Shah „Rangeela“ (1719–1748) im Niedergang und trat seine Vorrangstellung zunehmend an die Rajputenmalerei der hinduistischen Fürsten, aber auch westlich beeinflusste Stile ab. Der spätmogulische Stil zeigt oft eine verstärkte Verwendung der grafischen Perspektive.

## Mogulmalerei in Europa
In Europa kannte man die Werke der indischen Mogulmalerei bereits seit dem 17. Jahrhundert. Rembrandt etwa besaß eine umfangreiche Sammlung von Miniaturen aus der Zeit Jahangirs, von denen er 21 kopierte. Gerne kauften auch europäische Fürsten Mogulwerke an, so etwa der Große Kurfürst, der 1676 in Amsterdam ein Album mit 57 indischen Miniaturen ersteigerte. 1762 ließ Kaiserin Maria Theresia in die Tapete des sogenannten Millionenzimmer von Schloss Schönbrunn 260 Miniaturen einarbeiten. Schließlich erwarben auch zahlreiche Museen indische Miniaturen; größere Sammlungen finden sich etwa im Victoria & Albert Museum in London, im Musée Guimet in Paris, im Museum für Asiatische Kunst in Berlin, im Museum für Angewandte Kunst in Wien oder im Museum Rietberg in Zürich.